# Der Mann im Sattel (film 1925)
Der Mann im Sattel è un film muto del 1925 diretto da Manfred Noa. La sceneggiatura, basata sul romanzo di Werner Scheff, è firmata da Margarete-Maria Langen e Hans Steinhoff.

## Produzione
Il film fu prodotto dalla Ebner & Co. e dalla Maxim-Film GmbH.

## Distribuzione
Distribuito dall'Universum Film (UFA) con un visto di censura del 12 dicembre 1925, fu presentato a Berlino il 22 dicembre 1925. In Danimarca, prese il titolo Manden i Saddelen.